# ТонкаяКраснаяНить
ТонкаяКраснаяНить (скорочено: ТКН)  — рок-гурт із Харкова, створений 2005 року. Музика колективу стилістично тяжіє до альтернативного металу, металкору. Співають російською мовою.

## Історія
Гурт заснований у 2005 році басистом Денисом Балоном, який вийшов зі складу гурту «The Switch». В пошуці творчої самореалізації він змінює свою професійну спеціалізацію на барабани. Іншими учасниками гурту стали басист Андрій Бахнєв та гітарист Артем Швидченко. В жовтні 2005 до гурту приєднується вокаліст Євген Тютюнник й гурт проводить свій перший концерт.
Згодом до гурту запросили другого гітариста Дмитра Анісімова, а Артем Швидченко залишив гурт. З цього часу починається активна концертна діяльність гурту у місті Харків.
Восени 2006 року склад ТКН поповнився гітаристом В'ячеславом Бровко (у минулому — гітарист гурту «7th Sky»). Гурт виступає з концертами в Харкові, Житомирі та Криму. Стиль стає жорсткішим. Наприкінці року колектив дає спільний концерт разом із гуртом «MAMAY» (Санкт-Петербург).
У вересні 2007 року знову відбуваються зміни: Денис Балон стає менеджером, а за барабани сідає Юрій Салтиков. Цього ж року остаточно сформувався стиль гурту, внаслідок чого відбувся запис міні-альбому під назвою «106», який вийшов інтернет-релізом у січні 2008 року. У серпні 2008 року гурт записав сингл «Фанк».З приходом осені кількість концертів гурту збільшується. Гурт проводить великі і вдалі тури по Росії та СНД.
Влітку 2009 року «ТонкаяКраснаяНить» провела концертний тур по містах Білорусі, відвідавши Гомель, Мінськ і Гродно.
У вересні 2009 року вийшов повноцінний альбом «Саундтрек Моей Жизни», записаний на студії «Vips Records» (Харків), мастеринг «Saturday Mastering» (Москва). Випущений під лейблами «Інша Музика» & «Moon Records».
Восени 2009 року музиканти були учасниками фестивалю «Time Fest» у київському клубі «Бінго», де виступав, зокрема також український гурт «Robots Don't Cry».
Учасники фестивалів «Руйнація VI» (2009) і «Руйнація VII» (2010) у Львові. Протягом 2010 року гурт активно виступає з концертами в Росії. В серпні 2010 року гурт випускає лайв-сингл «Live At Rock Generation Fest», що складається з 3, нових для слухача, пісень, записаних 1 серпня 2010 року, під час виступу в Бердянску на фестивалі Rock Generation Fest.
2011 рік в історії гурту ознаменувався записом нового матеріалу для другого студійного альбому. Спочатку у вересні  був представлений інтернет-сингл «Правда или Ложь», в який також ввійшов новий кліп на однойменну пісню, а через два місяці, 11 листопада, гурт завантажив у мережу другий альбом «Второе Я», презентація якого відбулась на сольному концерті в рідному Харкові 20 листопада.
Весною 2013 року внаслідок творчих розбіжностей, Євгеній Тютюнник заявляє про свій вихід із гурту. 19.05.2013 в Дніпропетровську відбувся останній концерт за його участю.
26 травня 2015 року на офіційній сторінці в соціальній мережі Вконтакті група виклала кліп "Не Отступай" з новим вокалістом - Олею Вербецькою. Також вони записали та виклали студійні відео на пісні "С Чистого Листа", "Вернись" та "В Объятьях Пустоты". Група продовжувала запис альбому, однак в березні 2016 року заявили про те, що Ольга Вербецька покидає групу й тому альбом не може бути завершений. З того часу група в пошуках нового вокаліста.

## Склад

### Теперішні учасники
- Андрій Бахнєв — бас (з 2005)
- Дмитро Анісімов — гітара (з 2005)
- В'ячеслав Бровко — гітара (з 2006)
- Антон Кубрак — ударні (з 2008)

### Колишні учасники
- Ольга Вербецька - вокал (2015-2016)
- Євгеній Тютюнник — вокал (2005-2013)
- Артем Швидченко — гитара (2005—2006)
- Денис Балон — ударні (2005—2007)
- Юрій Салтиков — ударні (2007—2008)
- Андрій Д'яков — ударні (2008)
- Оля Соколинська — бек-вокал (2006)

### Сесійні учасники
- Шеро Мамоян — бас (травень 2010; квітень 2012)
- Олександр Тюнякін — бас (вересень, грудень 2010)

## Дискографія

### Студійні альбоми
| 2009 — «Саундтрек Моей Жизни» | 2009 — «Саундтрек Моей Жизни» | 2009 — «Саундтрек Моей Жизни» |
| #                             | Назва                         | Тривалість                    |
| ----------------------------- | ----------------------------- | ----------------------------- |
| 1.                            | «Интро»                       | 00:32                         |
| 2.                            | «Отпуская Боль»               | 03:50                         |
| 3.                            | «Седьмое Небо»                | 03:03                         |
| 4.                            | «Чужой»                       | 03:10                         |
| 5.                            | «Обжигающий Холод»            | 03:58                         |
| 6.                            | «Закрываю Глаза»              | 05:37                         |
| 7.                            | «Крики»                       | 03:33                         |
| 8.                            | «Осень»                       | 04:03                         |
| 9.                            | «Прости»                      | 03:08                         |
| 10.                           | «Одиночество»                 | 05:18                         |

| 2011 — «Второе Я» | 2011 — «Второе Я»             | 2011 — «Второе Я» |
| #                 | Назва                         | Тривалість        |
| ----------------- | ----------------------------- | ----------------- |
| 1.                | «Пролог»                      | 01:36             |
| 2.                | «Добро Пожаловать»            | 0.:52             |
| 3.                | «Дорога Домой»                | 03:39             |
| 4.                | «Часть 2»                     | 00:53             |
| 5.                | «В Наших Руках»               | 03:13             |
| 6.                | «Правда Или Ложь»             | 04:11             |
| 7.                | «Часть 3»                     | 01:32             |
| 8.                | «Танцы Теней»                 | 03:41             |
| 9.                | «Этой Ночью»                  | 04:29             |
| 10.               | «В Темноте»                   | 03:32             |
| 11.               | «Время (feat. Сергій Бабкін)» | 04:06             |
| 12.               | «Бездна»                      | 05:27             |
| 13.               | «Хватит Бояться»              | 02:45             |
| 14.               | «Эпилог»                      | 00:48             |
| 15.               | «Сотни Дорог»                 | 03:22             |

### Міні-альбоми (EP)
| 2008 — «106» | 2008 — «106»          | 2008 — «106» |
| #            | Назва                 | Тривалість   |
| ------------ | --------------------- | ------------ |
| 1.           | «Прости»              | 03:06        |
| 2.           | «Осень»               | 04:03        |
| 3.           | «Тонкая Красная Нить» | 03:03        |
| 4.           | «Без Тебя»            | 03:20        |
| 5.           | «Осколки»             | 03:34        |
| 6.           | «Без Тебя (acoustic)» | 03:43        |

### Live-альбоми
| 2010 — «Live At Rock Generation Fest» | 2010 — «Live At Rock Generation Fest»        | 2010 — «Live At Rock Generation Fest» |
| #                                     | Назва                                        | Тривалість                            |
| ------------------------------------- | -------------------------------------------- | ------------------------------------- |
| 1.                                    | «В Темноте (Live At Rock Generation Fest)»   | 03:33                                 |
| 2.                                    | «Танцы Теней (Live At Rock Generation Fest)» | 03:36                                 |
| 3.                                    | «Сотни Дорог (Live At Rock Generation Fest)» | 03:20                                 |

### Сингли
| 2008 — «Фанк» | 2008 — «Фанк»                  | 2008 — «Фанк» |
| #             | Назва                          | Тривалість    |
| ------------- | ------------------------------ | ------------- |
| 1.            | «Так Быстро»                   | 03:01         |
| 2.            | «Без Тебя (NOD Project remix)» | 03:55         |

| 2011 — «Правда Или Ложь» | 2011 — «Правда Или Ложь»      | 2011 — «Правда Или Ложь» |
| #                        | Назва                         | Тривалість               |
| ------------------------ | ----------------------------- | ------------------------ |
| 1.                       | «Правда Или Ложь»             | 04:21                    |
| 2.                       | «Правда Или Ложь» (відеокліп) | 04:21                    |

## Відеокліпи
- «Обжигающий Холод» [Архівовано 25 квітня 2015 у Wayback Machine.] (2009)
- «Седьмое Небо» [Архівовано 24 жовтня 2015 у Wayback Machine.] (2010)
- «Правда или Ложь» [Архівовано 30 січня 2014 у Wayback Machine.] (2011)
- «В Наших Руках (Official Tour Video)» [Архівовано 24 жовтня 2015 у Wayback Machine.] (2012)
- «Не отступай» [Архівовано 19 грудня 2015 у Wayback Machine.](2015)
- «С Чистого Листа» (studio live) [Архівовано 1 січня 2018 у Wayback Machine.] (2015)
- «Вернись» (studio live) (2015)
- «В Объятьях Пустоты» (studio live) (2015)

## Кавери
Список каверів, які коли-небудь виконував гурт:
- «Проснись» («Three Days Grace» — «Wake Up»)
- «Тихий Мир» («12 Stones» — «Crash»)
- «За Что» («Three Days Grace» — «I Hate Everything About You»)
- «Герой Асфальта» («Ария» — «Герой Асфальта»)
- «Стрела» («5'nizza» — «Стрела»)

Від перших 3 гурт давно відмовився і більше їх не грає. Також гурт просить їх не розповсюджувати.